# 黑帶圓吻鱥
黑帶圓吻鱥（學名：Dionda nigrotaeniata）為輻鰭魚綱鯉形目雅羅魚科圓吻鱥屬的其中一種，分布於北美洲美國科羅拉多州、德克薩斯州聖安東尼奧河流域，體長可達9公分，棲息在岩石底質小溪、河川源頭、水塘底中層水域，以藻類為食，生活習性不明。

## 扩展阅读
維基物種上的相關：黑帶圓吻鱥